# ویکتور ویلیس
ویکتور ویلیس (انگلیسی: Victor Willis؛ زادهٔ ۱ ژوئیهٔ ۱۹۵۱) یک موسیقی‌دان اهل ایالات متحده آمریکا است. وی از سال ۱۹۷۷ میلادی تاکنون مشغول فعالیت بوده‌است.